# كادابا
كادابا هي مقاطعة في الهند، تقع في أندرا برديش، بلغ عدد سكانها 2,882,469 نسمة وذلك حسب إحصائيات سنة 2011، عاصمتها Kadapa ‏، تبلغ مساحتها 15,379 كيلومتر مربع.

## الموقع
تشترك في الحدود مع:
- منطقة كرنول
- مقاطعة جيتور
- براكاسام
- اننت بور
- منطقة نيلور [الإنجليزية]‏.